# Emphusis occidentalis
Emphusis occidentalis är en insektsart som beskrevs av Goding. Emphusis occidentalis ingår i släktet Emphusis och familjen hornstritar. Inga underarter finns listade i Catalogue of Life.